# Verlängerungsexe
Die Verlängerungsexe, auch Panik-Exe oder Damenretter genannt, ist ein Hilfsmittel aus dem Bergsport und beschreibt ein versteiftes Expressset mit einem offen gehaltenen Karabiner. Sie hilft kleineren Personen beim Vorstieg, hoch platzierte Sicherungspunkte, von einem guten Stand aus, einhängen zu können.

## Aufbau

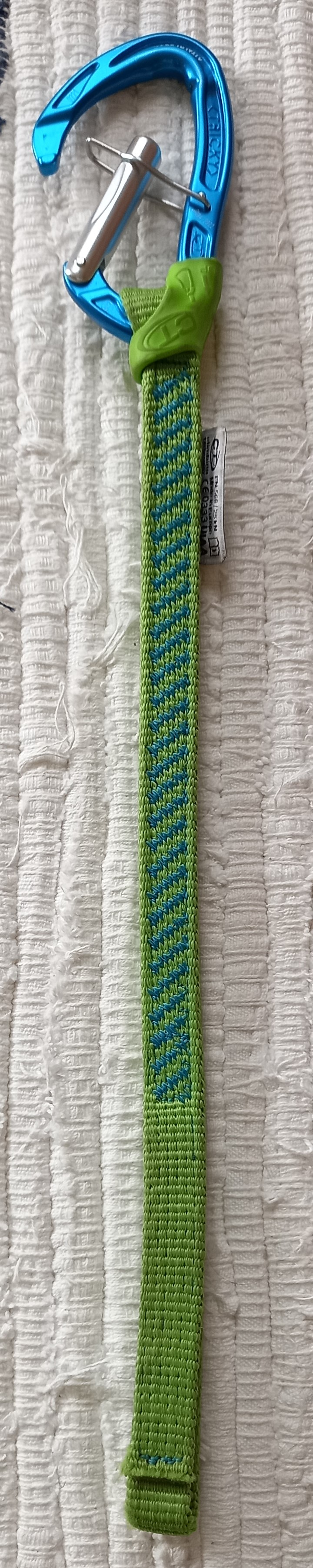
Verlängerungsexe mit geöffnetem Karabiner

Die Verlängerungsexe besteht aus einer versteiften Bandschlinge von 30 cm bis 50 cm Länge, an deren einem Ende sich ein Karabiner befindet. Bei diesem Karabiner kann der Schnapper durch eine Haltevorrichtung in offenem Zustand fixiert werden. Wird der geöffnete Karabiner in einen Fixpunkt (z. B. einen Bohrhaken beim Sportklettern) eingehängt, löst sich die Rückhaltevorrichtung automatisch und der Schnapper schließt sich. Nun kann am anderen Ende der versteiften Bandschlinge ein Expressset und das Kletterseil eingehängt werden.

## Anwendung
Im Vorstieg wird normalerweise das Seil aus einer stabilen Position, im Clippfenster, mittels eines Expresssets in einen bestehenden Fixpunkt (Bohrhaken oder geschlagener Haken) eingehängt, d. h. der Haken befindet sich in einer Höhe zwischen Hüfte und Stirn des Kletterers. Von einer guten Position aus wird auch schon früher geclippt (Über-Kopf-Clip), denn oft sind die schwierigsten Kletterpassagen direkt am Haken oder kurz danach. Beim Über-Kopf-Clip ist hohe Aufmerksamkeit angesagt, denn ein Sturz beim Einhängen aus tiefer Position mit ausgezogenem Seil vergrößert die Sturzhöhe um drei bis vier Meter.
Wenn Erstbegeher Fixpunkte (vor allem Bohrhaken) mit gestrecktem Arm von einer stabilen Position aus setzen, so erreichen kleinere Personen diese hoch gesetzten Haken nicht vom gleichen guten Stand aus, sondern müssen sie anklettern. Die Nicht-Erreichbarkeit eines Hakens oder Griffes wird auch Zwergentod genannt. Kleinere Personen müssen in Routen, die von großen Personen erstbegangen wurden, teilweise schwere Kletterstellen zum nächsten Haken bewältigen und sind dabei weit von der letzten Sicherung entfernt. Die steife Verlängerungsexe hilft kleineren Personen, sich in hoch gesetzte Haken einhängen zu können. Die Verlängerungsexe reduziert also das Risiko weiter Vorsteigerstürze.

## Anmerkung
Wenn die Verlängerungsexe als zusätzlicher Griff (A0) verwendet wird, wird die Schwierigkeit einer Route signifikant abgewertet, da schon unter dem Haken nicht natürliche Griffmöglichkeiten geschaffen werden. 

## Beispiel
Bei kleinen Personen berüchtigt sind z. B. einige der von Kaspar Ochsner an den Wendenstöcken erstbegangenen Touren.